# Speocera bosmansi
Speocera bosmansi är en spindelart som beskrevs av Léon Baert 1988. Speocera bosmansi ingår i släktet Speocera och familjen Ochyroceratidae.
Artens utbredningsområde är Sulawesi. Inga underarter finns listade i Catalogue of Life.